# Habiganj (zila)
Habiganj (en bengalí: হবিগঞ্জ) es un zila o distrito de Bangladés que forma parte de la división de Sylhet.
Comprende 9 upazilas en una superficie territorial de 2.566 km² : Ajmiriganj, Bahubal, Baniyachong, Chunarughat, Habiganj, Lakhai, Madhabpur, Nabiganj y Shayestaganj.
La capital es la ciudad de Habiganj.

## Upazilas con población en marzo de 2011[2]
- Ajmiriganj 114,265
- Bahubal 197,997
- Baniachang 332,530
- Chunarughat 302,110
- Habiganj Sadar 329,093
- Lakhai 148,811
- Madhabpur 319,016
- Nabiganj 345,179

## Demografía
Según estimación 2010 contaba con una población total de 2.068.383 habitantes.